# House (film din 2008)
Casa (titlu original: House) este un film americano-polonez din 2008 de groază regizat de Robby Henson. Este bazat pe un roman omonim de Frank E. Peretti și  Ted Dekker. În rolurile principale joacă actorii Michael Madsen, Reynaldo Rosales, Heidi Dippold, Julie Ann Emery, J.P. Davis, Leslie Easterbrook, Lew Temple și Bill Moseley.

## Prezentare
Povestea filmului  are loc într-o singură noapte, într-un han vechi și rustic din Alabama. Aici, patru clienți și trei proprietari ajung să fie sechestrați de către un maniac ucigaș. Acesta pretinde că l-a ucis pe Dumnezeu și amenință să-i omoare pe toți șapte cu excepția cazului în care aceștia omoară pe unul dintre ei până în zori.

## Distribuție
- Michael Madsen ca Tin Man / Fake Officer Lawdale
- Reynaldo Rosales ca Jack Singleton
- Heidi Dippold ca Stephanie Singleton
- Julie Ann Emery ca Leslie Taylor
- J.P. Davis ca Randy Messarue
- Lew Temple ca Pete
- Leslie Easterbrook ca Betty
- Bill Moseley ca Stewart
- Paweł Deląg ca Officer Lawdale
- Weronika Rosati ca Mrs. Lawdale
- Allana Bale ca Susan
- Florentyna Synowiecka ca Melissa Singleton
- Lance Henriksen ca Tin Man (voce)